# Liste der Nummer-eins-Hits in Spanien (1976)
Diese Liste enthält alle Nummer-eins-Hits in Spanien im Jahr 1976. Es gab in jenem Jahr 12 Nummer-eins-Singles.

| | Liste der Nummer-eins-Hits in Spanien | Liste der Nummer-eins-Hits in Spanien | Liste der Nummer-eins-Hits in Spanien                          | 1977 →                    |
| \| Zeitraum \| Wo. ges. \| Interpret \| Titel Autor(en) \| Zusätzliche Informationen \| \| (Zeitraum, Wochen auf Platz eins, Interpret, Titel, Autor[en], zusätzliche Informationen) \| \| \| \| \| \| ----------------------------------------------------------------------------------------- \| -------- \| --------------------------- \| -------------------------------------------------------------- \| ------------------------- \| \| 8. Dezember 1975 – 15. Februar 1976 10 Wochen \| 10 \| Lolita \| Amor, amor \| – \| \| 16. Februar 1976 – 28. Februar 1976 1 Woche \| 1 \| Lorenzo Santamaría \| Para Que No Me Olvides \| – \| \| 1. März 1976 – 14. März 1976 2 Wochen \| 2 \| Miguel Gallardo \| Hoy Tengo Ganas de Ti Alfredo Domenech \| – \| \| 15. März 1976 – 28. März 1976 2 Wochen \| 2 \| La Charanga Del Tío honorio \| Hay Que Lavalo \| – \| \| 29. März 1976 – 4. April 1976 1 Woche \| 1 \| Lorenzo Santamaría \| Para Que No Me Olvides \| – \| \| 15. April 1976 – 23. Mai 1976 6 Wochen \| 6 \| Silver Convention \| Fly, Robin, Fly Stephan Prager, Sylvester Levay \| – \| \| 24. Mai 1976 – 27. Juni 1976 5 Wochen \| 5 \| Brotherhood of Man \| Save Your Kisses for Me Tony Hiller, Lee Sheriden, Martin Lee \| – \| \| 28. Juni 1976 – 8. August 1976 6 Wochen \| 6 \| Albert Hammond \| Échame A Mí La Culpa \| – \| \| 9. August 1976 – 14. November 1976 14 Wochen \| 14 \| Sandro Giacobbe \| El Jardín Prohibido \| – \| \| 15. November 1976 – 28. November 1976 2 Wochen \| 2 \| Pablo Abraira \| O Tú, O Nada \| – \| \| 29. November 1976 – 12. Februar 1976 10 Wochen \| 10 \| Santana \| Europa (Earth's Cry Heaven's Smile) Carlos Santana, Tom Coster \| – \| \| 13. Dezember 1976 – 9. Januar 1977 4 Wochen \| 4 \| Jarcha \| Libertad Sin Ira \| – \| |                                       |                                       |                                                                |                           |
| |                                       |                                       |                                                                | → 1977 →                  |
| Zeitraum | Wo. ges.                              | Interpret                             | Titel Autor(en)                                                | Zusätzliche Informationen |
| (Zeitraum, Wochen auf Platz eins, Interpret, Titel, Autor[en], zusätzliche Informationen) |                                       |                                       |                                                                |                           |
| 8. Dezember 1975 – 15. Februar 1976 10 Wochen | 10                                    | Lolita                                | Amor, amor                                                     | –                         |
| 16. Februar 1976 – 28. Februar 1976 1 Woche | 1                                     | Lorenzo Santamaría                    | Para Que No Me Olvides                                         | –                         |
| 1. März 1976 – 14. März 1976 2 Wochen | 2                                     | Miguel Gallardo                       | Hoy Tengo Ganas de Ti Alfredo Domenech                         | –                         |
| 15. März 1976 – 28. März 1976 2 Wochen | 2                                     | La Charanga Del Tío honorio           | Hay Que Lavalo                                                 | –                         |
| 29. März 1976 – 4. April 1976 1 Woche | 1                                     | Lorenzo Santamaría                    | Para Que No Me Olvides                                         | –                         |
| 15. April 1976 – 23. Mai 1976 6 Wochen | 6                                     | Silver Convention                     | Fly, Robin, Fly Stephan Prager, Sylvester Levay                | –                         |
| 24. Mai 1976 – 27. Juni 1976 5 Wochen | 5                                     | Brotherhood of Man                    | Save Your Kisses for Me Tony Hiller, Lee Sheriden, Martin Lee  | –                         |
| 28. Juni 1976 – 8. August 1976 6 Wochen | 6                                     | Albert Hammond                        | Échame A Mí La Culpa                                           | –                         |
| 9. August 1976 – 14. November 1976 14 Wochen | 14                                    | Sandro Giacobbe                       | El Jardín Prohibido                                            | –                         |
| 15. November 1976 – 28. November 1976 2 Wochen | 2                                     | Pablo Abraira                         | O Tú, O Nada                                                   | –                         |
| 29. November 1976 – 12. Februar 1976 10 Wochen | 10                                    | Santana                               | Europa (Earth's Cry Heaven's Smile) Carlos Santana, Tom Coster | –                         |
| 13. Dezember 1976 – 9. Januar 1977 4 Wochen | 4                                     | Jarcha                                | Libertad Sin Ira                                               | –                         |

Siehe auch: Nummer-eins-Hits 1976 in  Australien, Belgien, Deutschland, Finnland, Frankreich, Irland, Italien, Japan, Kanada, Neuseeland, den Niederlanden, Norwegen, Österreich, Schweden, der Schweiz, den Vereinigten Staaten und im Vereinigten Königreich.